# Fred Maher
Fred Maher is een Amerikaans drummer, programmeur en producer.
Maher was bandlid van Massacre (1980-81), Material, Scritti Politti, Lou Reed, en is het best bekend als producer van het album Bear Witness uit 1989 van I'm Talking, Lou Reeds album, New York (1989), Matthew Sweets album Girlfriend (1991), and 'Information Society's gelijknamige album (1988). In de jaren negentig werkte Maher regelmatig als studiodrummer met Lloyd Cole. Hij was tevens co-producer van Coles debuutsolo-album Lloyd Cole.